# 韩人社会党
韩人社会党（韓語：한인사회당）是1918年在苏俄哈巴罗夫斯克建立的韩国社会主义政党，1919年4月与大韩新民团合并，1921年在伊尔库茨克和韩国共产主义者组织合并并改名为高丽共产党。创始人为李东辉。该组织的建立得到当地布尔什维克的支持，其中包括亚历山大·米哈伊洛维奇·克拉斯诺晓科夫和阿历珊德拉·金。